# Lethrinus laticaudis
Lethrinus laticaudis là một loài cá biển thuộc chi Lethrinus trong họ Cá hè. Loài này được mô tả lần đầu tiên vào năm 1877.

## Từ nguyên
Từ định danh laticaudis được ghép bởi hai âm tiết trong tiếng Latinh: latus (“rộng rãi”) và cauda (“đuôi”), hàm ý đề cập đến vây đuôi của loài cá này được mô tả là “có khía, xòe rộng”.

## Phân bố và môi trường sống
L. laticaudis có phân bố giới hạn ở vùng tiếp giáp Đông Ấn Độ Dương và Tây Thái Bình Dương, từ Nam Indonesia và Papua New Guinea trải dài về phía nam đến Úc, phía đông đến quần đảo Solomon, Vanuatu và Nouvelle-Calédonie.
L. laticaudis trưởng thành thường sống trên các rạn san hô, trong khi cá con được tìm thấy chủ yếu trong thảm cỏ biển và đầm lầy ngập mặn, độ sâu khoảng 5–35 m.

## Phân loại
Dựa trên việc giải trình tự DNA ty thể, L. laticaudis tạo thành một nhánh chị em với Lethrinus obsoletus.

## Mô tả
Chiều dài cơ thể lớn nhất ở L. laticaudis là 56 cm, nhưng thường bắt gặp với chiều dài trung bình khoảng 35 cm. Thân màu nâu tanin, nâu thường hoặc vàng nâu lốm đốm. Đầu màu nâu hoặc vàng, có nhiều chấm xanh lam trên má và các vạch xanh tỏa ra quanh mắt (đôi khi có vài sọc xanh chéo giữa hai mắt). Các vây có thể trắng hoặc vàng.
Số gai ở vây lưng: 10 (gai thứ 4 thường dài nhất); Số tia vây ở vây lưng: 9; Số gai ở vây hậu môn: 3; Số tia vây ở vây hậu môn: 8; Số tia vây ở vây ngực: 13; Số vảy đường bên: 46–48.

## Sinh thái
Thức ăn của L. laticaudis chủ yếu là động vật giáp xác và cá nhỏ.

## Thương mại
L. laticaudis là một loại cá thực phẩm chất lượng và được bán ở dạng tươi sống. Đây cũng là một loại cá được nhắm đên trong bộ môn câu cá thể thao.